# Mathias Coureur
Mathias Coureur (Fort-de-France, 22 de marzo de 1988) es un exjugador de fútbol martiniqués que jugaba en la demarcación de centrocampista.

## Biografía
Mathias Coureur debutó como futbolista profesional en 2007 con el AS Beauvais a los 19 años de edad. Al finalizar la temporada fichó por el FC Nantes, que cedió al jugador al FC Gueugnon. Al volver tras cesión al Nantes, Coureur fichó por el Orihuela CF. Posteriormente fue traspasado al CD Atlético Baleares, y al año siguiente al Golden Lion. El 22 de julio de 2013 fichó por el Huracán Valencia CF, equipo en el que jugó hasta 2014, momento en el que el PFC Cherno More Varna se hizo con sus servicios.

### Selección de Martinica
Mathias Coureur juega para la selección de fútbol de Martinica, haciendo su debut el 7 de julio de 2013. Participó en dos partidos de la Copa de Oro de la Concacaf 2013.

### Goles internacionales
| # | Fecha                   | Estadio                                          | Oponente | Gol | Resultado | Competición             |
| - | ----------------------- | ------------------------------------------------ | -------- | --- | --------- | ----------------------- |
| 1 | 3 de septiembre de 2014 | Estadio Pierre Aliker, Fort-de-France, Martinica | Bonaire  | 4–0 | 6-0       | Copa del Caribe de 2014 |

## Clubes
| Club                           | País          | Año       | Partidos | Goles |
| ------------------------------ | ------------- | --------- | -------- | ----- |
| AS Beauvais                    | Francia       | 2007-2008 | 23       | 4     |
| F. C. Nantes                   | Francia       | 2008      | 0        | 0     |
| F. C. de Gueugnon (cesión)     | Francia       | 2008-2009 | 10       | 3     |
| F. C. Nantes                   | Francia       | 2009-2010 | 16       | 1     |
| Orihuela C. F.                 | España        | 2010-2011 | 19       | 3     |
| C. D. Atlético Baleares        | España        | 2011-2012 | 46       | 6     |
| Golden Lion                    | Martinica     | 2012-2013 | 18       | 8     |
| Huracán Valencia C. F.         | España        | 2013-2014 | 2        | 1     |
| PFC Cherno More Varna          | Bulgaria      | 2014-2016 | 67       | 21    |
| FC Dinamo Tbilisi              | Georgia       | 2016      | 6        | 0     |
| FC Lokomotiv Gorna Oryahovitsa | Bulgaria      | 2016      | 10       | 3     |
| FC Kaisar Kyzylorda            | Kazajistán    | 2017-2018 | 61       | 13    |
| Seongnam FC                    | Corea del Sur | 2019      | 21       | 2     |
| PFC Cherno More Varna          | Bulgaria      | 2020-2021 | 25       | 18    |
| Samsunspor                     | Turquía       | 2021      | 19       | 4     |
| NorthEast United               | India         | 2021-2022 | 10       | 1     |
| PFC Cherno More Varna          | Bulgaria      | 2022      | 31       | 8     |
| Golden Lion                    | Martinica     | 2023      | 8        | 3     |
| Atlètic Club d'Escaldes        | Andorra       | 2023      | 1        | 0     |
| Stade Poitevin F. C.           | Francia       | 2023      | 12       | 3     |
| U. S. Chantilly                | Francia       | 2024      | 13       | 1     |

## Palmarés

### Títulos nacionales
| Título                       | Club                    | País     | Año  |
| ---------------------------- | ----------------------- | -------- | ---- |
| Segunda División B de España | C. D. Atlético Baleares | España   | 2012 |
| Copa de Bulgaria             | PFC Cherno More Varna   | Bulgaria | 2015 |
| Supercopa de Bulgaria        | PFC Cherno More Varna   | Bulgaria | 2015 |